# Pend Oreille River
Der Pend Oreille River ist ein 209 km langer Nebenfluss des Columbia Rivers im Norden von Idaho, im Nordosten von Washington in den Vereinigten Staaten und als Pend d'Oreille River oder Pend-d'Oreille River im Südosten von British Columbia in Kanada.
Er entwässert ein Gebiet der Rocky Mountains östlich des Columbia Rivers an der Grenze zwischen den Vereinigten Staaten und Kanada. Das Einzugsgebiet des Flusses umfasst eine Fläche von 66.874 km², wozu hauptsächlich der Clark Fork und dessen Nebenflüsse im westlichen Montana beitragen. Der Fluss wird in manchen Veröffentlichungen auch als unterer Teil des Clark Fork Rivers bezeichnet. 

## Lauf
Der Pend Oreille River hat seinen Ursprung im Lake Pend Oreille im Bonner County in Idaho. Er verlässt den See am westlichen Ende in der Nähe von Sandpoint. Der Clark Fork River ist der größte Zufluss des Sees am östlichen Ende. Der Fluss strömt nach Westen und nimmt von Norden kommend den Priest River auf und erreicht dann in Newport das Pend Oreille County im Nordosten Washingtons. Er schwenkt dann nach Norden an der Ostflanke der Selkirk Mountains entlang. Er folgt dabei über etwa 80 km grob einer Parallele zur Staatsgrenze mit Idaho durch den Colville National Forest, an Tiger und Metaline Falls vorbei und schließlich gelangt er über die internationale Grenze in den Südosten der kanadischen Provinz British Columbia. In einem etwa 25 km langen Bogen dreht er nach Westen und mündet 8 km südlich von Montrose, nur 3 km nördlich der Grenze in den Columbia River.

## Wasserkraftwerke und Staudämme
Am Pend Oreille River existieren fünf Wasserkraftwerke mit zugehörigen Staudämmen. In Abflussrichtung sind dies:
- Staudämme in den Vereinigten Staaten
  - Albeni Falls Dam (United States Army Corps of Engineers)
  - Box Canyon Dam (Pend Oreille PUD)
  - Boundary Dam (Seattle City Light)
- Staudämme in Kanada
  - Seven Mile Dam (BC Hydro)
  - Waneta Dam (Teck Cominco)

An keinem dieser Dämme gab es Anfang der 2010er Jahre eine Fischtreppe.

## Hydrologie
Der United States Geological Survey betreibt seit November 1908 an der Grenze zu Kanada einen Pegel. Die durchschnittliche jährliche Abflussmenge beträgt dort 750 m³/s. Der höchste jemals beobachtete Wert wurde am 13. Juni 1948 mit 4860 m³/s gemessen, kein messbarer Durchfluss bestand aufgrund von Wasserstandsregulierungen an mehreren Tagen im August und September 1988 und am 7. August 1994.

## Abweichende Namen
Das Geographic Names Information System verzeichnet eine Reihe von abweichenden Namen für diesen Fluss. Darunter sind:
- Bitter Root River, Bitterroot River
- Clark Fork, Clarke Fork, Clarkes Fork, Clarks Fork, Clark's Fork
- Deer Lodge River
- Hell Gate River
- Missoula River
- Silver Bow River